# Autostrada 81 (Thailandia)
L'autostrada 81, conosciuta anche come autostrada Bang Yai-Kanchanaburi, è un'autostrada in costruzione della Thailandia che a lavori ultimati collegherà la capitale Bangkok con la provincia occidentale di Kanchanaburi. Avrà una lunghezza di 96,4 chilometri ed i lavori interessano le provincie di Nonthaburi, Nakhon Pathom,  Ratchaburi e Kanchanaburi.

## Storia
I lavori sono iniziati nel 2019 e si prevede di completare l'autostrada entro il 2024 ed apertura al traffico nel gennaio 2025.

## Tabella percorso
| Autostrada Bang Yai-Kanchanaburi (in costruzione) |                                                             |      |      |               |
| Tipo                                              | Indicazione                                                 | ↓km↓ | ↑km↑ | Provincia     |
| 1                                                 | Bang Yai Tangenziale di Bangkok S.N. 302 Rattanathibet Road | 0,0  | 96,4 | Nonthaburi    |
|                                                   | Barriera di Bang Yai                                        | ..   | ..   | Nonthaburi    |
|                                                   | Area di servizio Nakhon Chai Si'                            | ..   | ..   | Nakhon Pathom |
| 2                                                 | Nakhon Chai Si                                              | 23,2 | ..   | Nakhon Pathom |
| 3                                                 | Autostrada 91 Nakhon Pathom - Cha Am (in progetto)          | ..   | ..   | Nakhon Pathom |
| 4                                                 | Nakhon Pathom Est                                           | 37,1 | ..   | Nakhon Pathom |
| 5                                                 | Nakhon Pathom Ovest                                         | 44,0 | ..   | Nakhon Pathom |
|                                                   | Area di servizio Nakhon Pathom                              | ..   | ..   | Nakhon Pathom |
| 6                                                 | Tha Maka                                                    | ..   | ..   | Kanchanaburi  |
|                                                   | Area di sosta Tha Maka                                      | 63,1 | ..   | Kanchanaburi  |
| 7                                                 | Tha Muang                                                   | 77,0 | ..   | Kanchanaburi  |
|                                                   | Autostrada per la Birmania (in progetto)                    | 83,3 | ..   | Kanchanaburi  |
|                                                   | Barriera di Kanchanaburi                                    | ..   | ..   | Kanchanaburi  |
| 8                                                 | fine autostrada S.N. 324 Kanchanaburi-Suphanburi            | 96,4 | 0,0  | Kanchanaburi  |

## Diramazione 81-91
Allo svincolo 3 è prevista una diramazione di 9km per collegare l'autostrada 81 alla futura autostrada 91 (Nakhon Pathom-Cha Am).
| Diramazione 81 -91 (in costruzione) |                                         |      |      |
| Tipo                                | Indicazione                             | ↓km↓ | ↑km↑ |
|                                     | Autostrada Bangkok - Kanchanaburi       | 0,0  | ..   |
|                                     | fine autostrada Strada Provinciale 3234 | 9,0  | ..   |

## Diramazione per la Birmania
Nel progetto dell'autostrada 81 è prevista una diramazione di 82,7km da Kanchanaburi fino a Ban Phu Nam Ron nei pressi del confine con la Birmania.
| Kanchanaburi - Ban Phu Nam Ron (in progetto) |                                                                      |      |      |
| Tipo                                         | Indicazione                                                          | ↓km↓ | ↑km↑ |
|                                              | Autostrada Bangkok - Kanchanaburi                                    | 0,0  | ..   |
|                                              | Wang Sala                                                            | 4,8  | ..   |
|                                              | Ponte sul Mae Klong                                                  | ..   | ..   |
|                                              | Dan Makham Tia                                                       | 32,8 | ..   |
|                                              | Ban Prao Dan                                                         | 60,7 | ..   |
|                                              | Galleria                                                             | ..   | ..   |
|                                              | fine autostrada Ban Phu Nam Ron Confine di Stato Thailandia-Birmania | 82,7 | ..   |